# Ламберсексуал

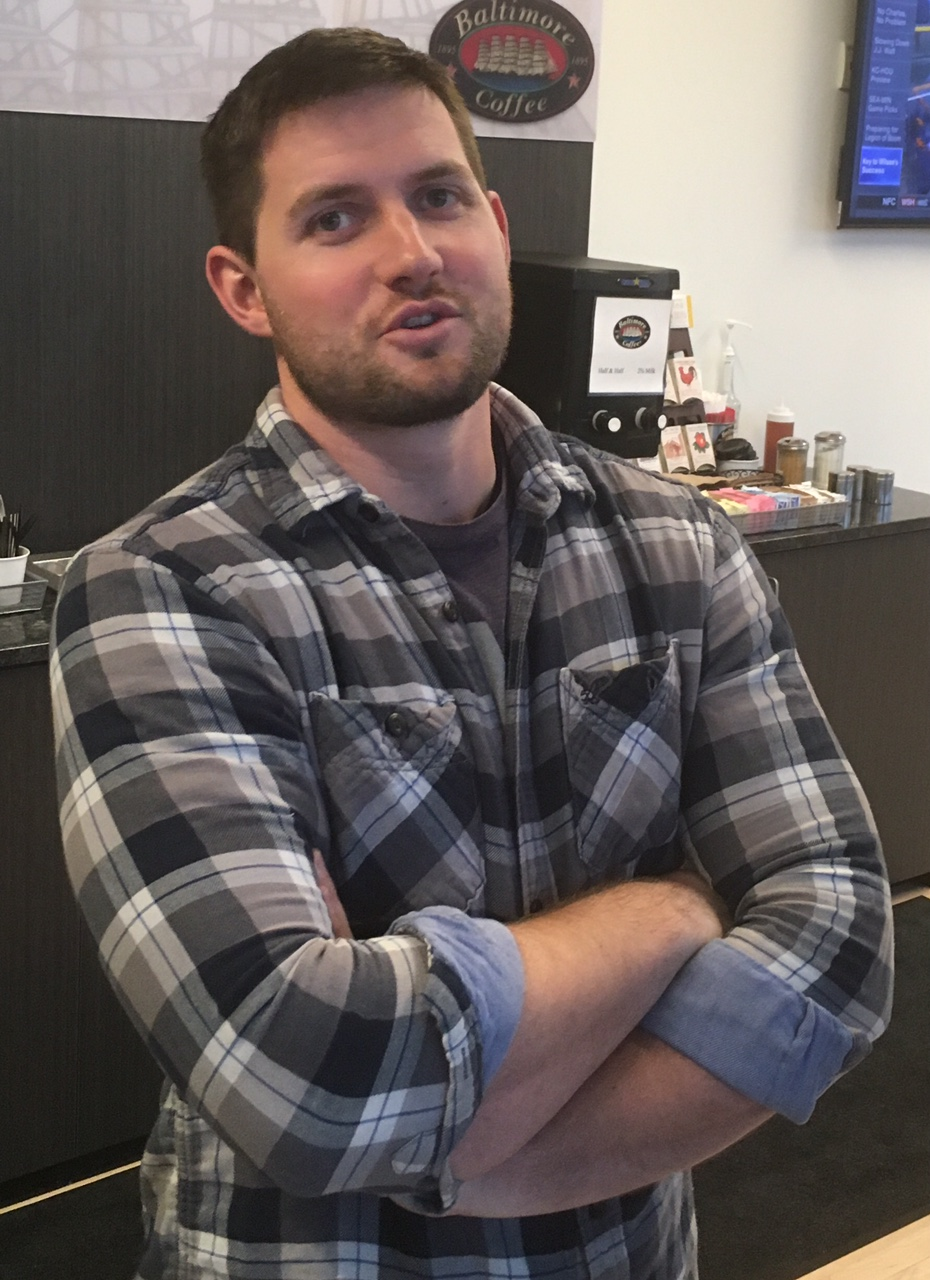
Зразок ламберсексуального стилю

Ламберсексуал (англ. Lumbersexual) або міський дроворуб – чоловік у добрій фізичній формі, що обрав зовнішній стиль традиційного дроворуба, куди зазвичай входять борода, картата сорочка та скуйовджене волосся. Ці риси доповнює в цілому охайне та стильне вбрання. Американський журналіст Денвер Нікс описав цей тренд як спробу "навернення до чоловічості".